# Маника (провинция)
Маника (порт. Manica) — провинция в Мозамбике. Площадь провинции Маника 61 661 км². Численность населения составляет 1 438 476 человек (на 2007 год). Административный центр — город Шимойо (171 056 человек на 2006 год).

## География
Провинция Маника находится в западной части Мозамбика. На востоке от неё лежит провинция Софала, на юге — провинции Газа и Иньямбане. На западе Маники проходит государственная граница между Мозамбиком и Зимбабве. На севере провинции протекает река Замбези. На западе, вдоль границы с Зимбабве, находится гористый регион с высочайшей точкой Мозамбика — горой Бинга (2436 метров). Климат в провинции мягкий, с частыми дождями.

## Население
Население состоит преимущественно из народа шона.

## Экономика
Основа экономики провинции — сельское хозяйство. Главные производимые культуры — кукуруза, маниок; важную роль играет также разведение мелкого рогатого скота.

## Административное Деление

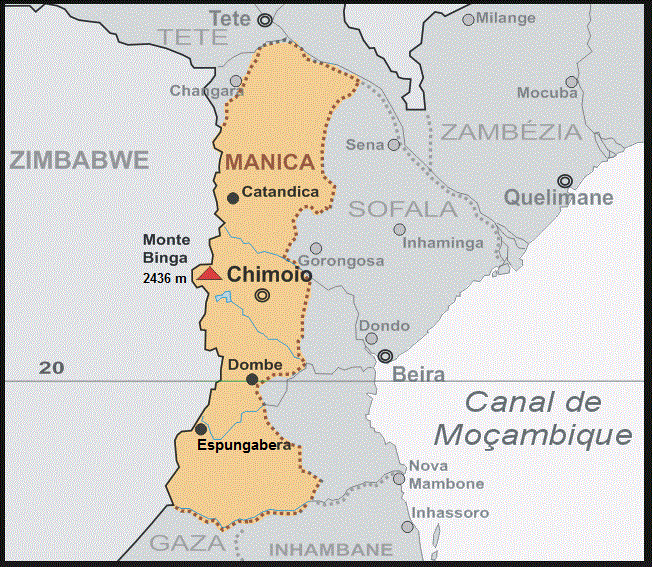
Административная карта провинции Маника.

В административном отношении Маника разделена на 12 округов и 5 муниципалитетов.

### Округа
- Барве (Bárue)
- Вандузи (Vanduzi)
- Гондола (Gondola)
- Гуро (Guro)
- Макате (Macate)
- Машазе (Machaze)
- Макоса (Macossa)
- Маника (Manica)
- Мосуризе (Mossurize)
- Сусунденга (Sussundenga)
- Тамбара (Tambara)
- Шимойо (Chimoio)

### Муниципалитеты
- Катандика (Catandica)
- Шимойо (Chimoio)
- Гондола (Gondola)
- Маника (Manica)
- Сусунденга (Sussundenga)